# Citroën C3 R5
Citroën C3 R5 – samochód rajdowy kategorii RC 2, klasy R5 (WRC2),powstały na bazie trzeciej generacji modelu C3. W Rajdowych Mistrzostwach Świata zadebiutowała w sezonie 2018 w Rajdzie Korsyki.

## Dane techniczne[1]
- Nadwozie zbudowane ze stali i włókna kompozytowego
- Silnik turbodoładowany, czterocylindrowy, z bezpośrednim wtryskiem paliwa, wyposażony w ogranicznik dopływu powietrza o średnicy 32 mm (tzw. zwężka) zgodny z regulacją FIA
- Pojemność skokowa – 1598 cm³
- Moc maksymalna – 282 KM przy 5000 obr./min
- Maksymalny moment obrotowy – 420 Nm przy 4000 obr./min
- Napęd na wszystkie 4 koła
- Skrzynia biegów – sekwencyjna, pięciobiegowa, sterowana manualnie, firmy Sadev
- Sprzęgło dwutarczowe ceramiczne
- Hamulce przednie i tylne o tarczach wentylowanych średnicy: 355 mm (asfalt) i 300 mm (szuter), wyposażone w czterotłoczkowe zaciski firmy Alcon
- Hamulec ręczny sterowany hydraulicznie
- Zawieszenie – kolumny McPhersona, trójdrożne amortyzatory
- Koła: asfalt 8’x18’/szuter 7’x15’, opony firmy Michelin
- Długość/szerokość – 3996/1820 mm
- Pojemność zbiornika paliwa – 81 l
- Masa własna pojazdu – 1230 kg

## Sukcesy w rajdach
Zwycięstwa w Rajdowych Mistrzostwach Europy (ERC)
| Nr | Rajd                       | Sezon | Kierowca           | Pilot             |
| -- | -------------------------- | ----- | ------------------ | ----------------- |
| 1  | 43. Rajd Wysp Kanaryjskich | 2019  | Pepe López         | Borja Rozada      |
| 2  | 76. Rajd Polski            | 2019  | Aleksiej Łukjaniuk | Aleksiej Arnautow |
Zwycięstwa w Rajdowych Mistrzostwach Świata (WRC 2)
| Nr | Rajd                 | Sezon | Kierowca     | Pilot                  |
| -- | -------------------- | ----- | ------------ | ---------------------- |
| 1  | 39. Rajd Argentyny   | 2019  | Mads Østberg | Torstein Eriksen       |
| 2  | 88. Rajd Monte Carlo | 2020  | Eric Camilli | François-Xavier Buresi |